# Shandong Iron and Steel Group
Shandong Iron & Steel Group («Шаньдун Айрон энд Стил Груп») — китайская сталелитейная группа, один из крупнейших в мире производителей стали. Штаб-квартира расположена в городе Цзинань, административном центре провинции Шаньдун. В списке крупнейших компаний мира Fortune Global 500 за 2021 год заняла 384-е место.

## История
«Сталелитейная группа Шаньдун» образовалась в 2008 году путём объединения компаний Jinan Iron & Steel (Цзинань) и Laiwu Steel Group (Цзинань) с производством стали 12 млн тонн в год у каждой. В 2009 году был поглощён один из крупнейших частных производителей стали Rizhao Steel (Жичжао), выплавлявший 6 млн тонн стали в год и принадлежавший Ду Шуанхуа. В 2015 году была куплена железорудная шахта Тонколили в Сьерра-Леоне (вторая по величине в Африке); однако в 2019 году правительство страны приостановило действие лицензии на разработку шахты. В середине 2021 года было достигнуто соглашение в вхождении Shandong Iron & Steel Group в состав China Baowu Steel Group, крупнейшей сталелитейной группы в мире.

## Деятельность
Объём производства стали на сталелитейных комбинатах группы в 2020 году составил 31,11 млн тонн, что соответствовало 10-му месту в мире и 7-му в КНР. В состав группы входит компания Shandong Iron and Steel Company Limited, акции которой котируются на Шанхайской фондовой бирже (SSE: 600022).